# 化石戈镇
化石戈乡，是中华人民共和国辽宁省阜新市阜新蒙古族自治县下辖的一个乡镇级行政单位。

## 行政区划
化石戈乡下辖以下地区：
化石戈村、坤头沟村、来住营子村、前台吉营子村、北八里村、哈日诺尔村、万德号村和老二色村。